# (7503) 1996 VJ38
A (7503) 1996 VJ38 a Naprendszer kisbolygóövében található aszteroida. Ueda Szeidzsi és Hiroshi Kaneda fedezte fel 1996. november 7-én.